# Robert de La Rivière (peintre)
 (février 2016).
Pour les articles homonymes, voir Roy, Rob Roy (homonymie) et La Rivière.
Robert de la Rivière, né le 3 octobre 1909 à Mont-de-Marsan et mort le 14 octobre 1992 au Port-Marly, est un peintre aquarelliste et pilote automobile français plus connu sous le nom de Rob Roy (pseudonyme créé à partir des initiales de son nom et du nom du célébré héros de l’écrivain Walter Scott) fut, dès sa jeunesse, un amoureux de l'automobile.

## Œuvres
- Histoires illustrées des grands Pilotes d'avant guerre Robert Besnoit, Jean Pierre Wimille, Raymond Sommer  texte Roger Labrique
- Aquarelles de nombreux Grand Prix de l ACF, des 24 Heures du Mans
- Aquarelles représentant en course les grandes marques Alfa-Romeo/ Bugatti,/Mercedes,/Jaguar, Bentley, Maserati, Talbot, Delage, Delahaye
- Aquarelles  retraçant son parcours pendant la guerre de 1939-1944
- Catalogue raisonne sur https://art-robroy.com/catalogue-raisonne/